# Suchorowiec
Suchorowiec (deutsch Suchorowitz, 1938 bis 1945 Deutschwalde (Ostpr.)) ist ein kleiner Ort in der polnischen Woiwodschaft Ermland-Masuren und gehört zur Gmina Rozogi (Landgemeinde Friedrichshof) im Powiat Szczycieński (Kreis Ortelsburg).

## Geographische Lage
Die Siedlung (polnisch Osada) Suchorowiec liegt in der südlichen Mitte der Woiwodschaft Ermland-Masuren, wenige hundert Meter entfernt von der Grenze zur Woiwodschaft Masowien, die hier bis 1945 die Staatsgrenze zwischen dem Deutschen Reich und Polen war. Bis zur Kreisstadt Szczytno (deutsch Ortelsburg) sind es 22 Kilometer in nordwestlicher Richtung.

## Geschichte
Lange vor der eigentlichen Dorfgründung wurde Suchorowietz (nach 1812 Alt Suchorowitz) schon 1764 erwähnt. Die Etablierung des Dorfes erfolgte erst 1787 – mit königlicher Bestätigung vom 14. April 1787. Neun Eigenkätner, die bisher hier ihre Scheffelplätze hatten, erhielten Ländereien. Im Jahre 1841 heiß es über ihre Lebensweise: „Der Landmann lebt hier sehr einfach und hat außerordentlich wenige Bedürfnisse. Seine Hauptnahrung besteht in Kartoffeln, die er des Morgens, Mittags und Abends teils mit Grücken, teils mit Kohl, selten mit Milch genießt“.
Im Jahre 1874 wurde Suchorowitz dem neu errichteten Amtsbezirk Fürstenwalde (polnisch Księży Lasek) im ostpreußischen Kreis Ortelsburg zugeteilt.
145 Einwohner waren im Jahre 1910 in Suchowitz registriert, im Jahre 1933 waren es 140.
Aufgrund der Bestimmungen des Versailler Vertrags stimmte die Bevölkerung in den Volksabstimmungen in Ost- und Westpreußen am 11. Juli 1920 über die weitere staatliche Zugehörigkeit zu Ostpreußen (und damit zu Deutschland) oder den Anschluss an Polen ab. In Suchorowitz stimmten 99 Einwohner für den Verbleib bei Ostpreußen, auf Polen entfielen 4 Stimmen.
Am 3. Juni – amtlich bestätigt am 16. Juli – 1938 wurde Suchorowitz aus politisch-ideologischen Gründen der Abwehr fremdländisch klingender Ortsnamen in „Deutschwalde“ umbenannt. Die Zahl der Einwohner belief sich im Jahre 1939 auf 126.
Mit dem gesamten südlichen Ostpreußen wurde Deutschwalde 1945 in Kriegsfolge an Polen überstellt und erhielt die polnische Namensform „Suchorowiec“. Heute ist die Siedlung eine Ortschaft innerhalb der Landgemeinde Rozogi (Friedrichshof) im Powiat Szczycieński (Kreis Ortelsburg), bis 1998 der Woiwodschaft Ostrołęka, seither der Woiwodschaft Ermland-Masuren zugehörig.

## Kirche
Bis 1945 war Suchorowietz resp. Deutschwalde in die evangelische Kirche Fürstenwalde (polnisch Księży Lasek) in der Kirchenprovinz Ostpreußen der Kirche der Altpreußischen Union sowie in die römisch-katholische Kirche in Groß Leschienen im Bistum Ermland eingepfarrt.
Heute gehören die evangelischen Einwohner von Suchorowiec zur Kirche in Szczytno (Ortelsburg) in der Diözese Masuren der Evangelisch-Augsburgischen Kirche in Polen. Die katholischen Einwohner gehören wie bisher zur Pfarrei in Lesiny Wielkie (Groß Leschienen), jetzt allerdings der dem Erzbistum Ermland zugehörig.

## Schule
Eine Dorfschule gibt es seit 1840. Das Gebäude wurde 1936 renoviert.

## Verkehr
Suchorowiec liegt an einem Landweg, der die Nachbardörfer Księży Lasek und Lesiny Wielkie miteinander verbindet. Aus der Woiwodschaft Masowien führt ein Landweg von Cyk aus nach Suchorowiec.